# Witness Bonjisi
Witness Bonjisi  es un escultor de Zimbabue conocido por sus tallas en piedra, nacido en el año 1975 en Mudzi, Mutoko.

## Datos biográficos
Nativo de la localidad de Mudzi, en Mutoko, Witness Bonjisi fue el segundo de los hermanos de la familia; creció en la población de Domboshoava, en Chinamhora. Allí completó sus estudios en la escuela primaria antes de trasladarse a Mabvuku, en las afueras de Harare, y completar su educación secundaria. 
Witness Bonjisi empezó a esculpir el año 1992, trabajando con su hermano y con su hermano Lameck y con Nicholas Mukomberanwa; su hermano Tafunga es también artista. En 1997 comenzó a trabajar por su cuenta, y desde entonces ha asistido a talleres en los Estados Unidos y Suiza.